# Rombasan
Rombasan is een bestuurslaag in het regentschap Sumenep van de provincie Oost-Java, Indonesië. Rombasan telt 806 inwoners (volkstelling 2010).